# Szczyp (potok)
Szczyp – potok, lewoboczny dopływ Ścinawki o długości 4,5 km. 
Źródła potoku znajdują się na wysokości 480–520 m n.p.m. we Wzgórzach Włodzickich, pomiędzy Górą Świętej Anny a Górą Wszystkich Świętych a ujście w Bemowie części Ścinawki Górnej.